# Fender Musicmaster/Duo-Sonic
Fender Musicmaster je prva kratkovratna kitara na svetu, ki je začela nastajati leta 1955 - kot model Duo-Sonic, ki je imel dva magneta in kot model Musicmaster, ki je imel en magnet (singlecoil). Leto dni kasneje sta bila končana prototipa. Aprila leta 1956 se je začela proizvodnja modela Musicmaster. Od leta 1964 dalje, ko se je pojavil model Fender Mustang, sta Duo-Sonic in Musicmaster prevzela Mustangov vrat in trup. Razlika je v lažjem trupu. Vsi trije omenjeni modeli so se izdelovali do leta 1982. Modela Musicmaster in Duo-Sonic sta se uporabljala predvsem v zvrsteh, kot je alternativni rock, underground glasba, ska, itd. Nekaj primerov uporabe najdemo tudi v blues in boogie žanru.